# Naillat
Naillat is een gemeente in het Franse departement Creuse (regio Nouvelle-Aquitaine) en telt 641 inwoners (1999). De plaats maakt deel uit van het arrondissement Guéret.

## Geografie
De oppervlakte van Naillat bedraagt 36,1 km², de bevolkingsdichtheid is 17,8 inwoners per km².

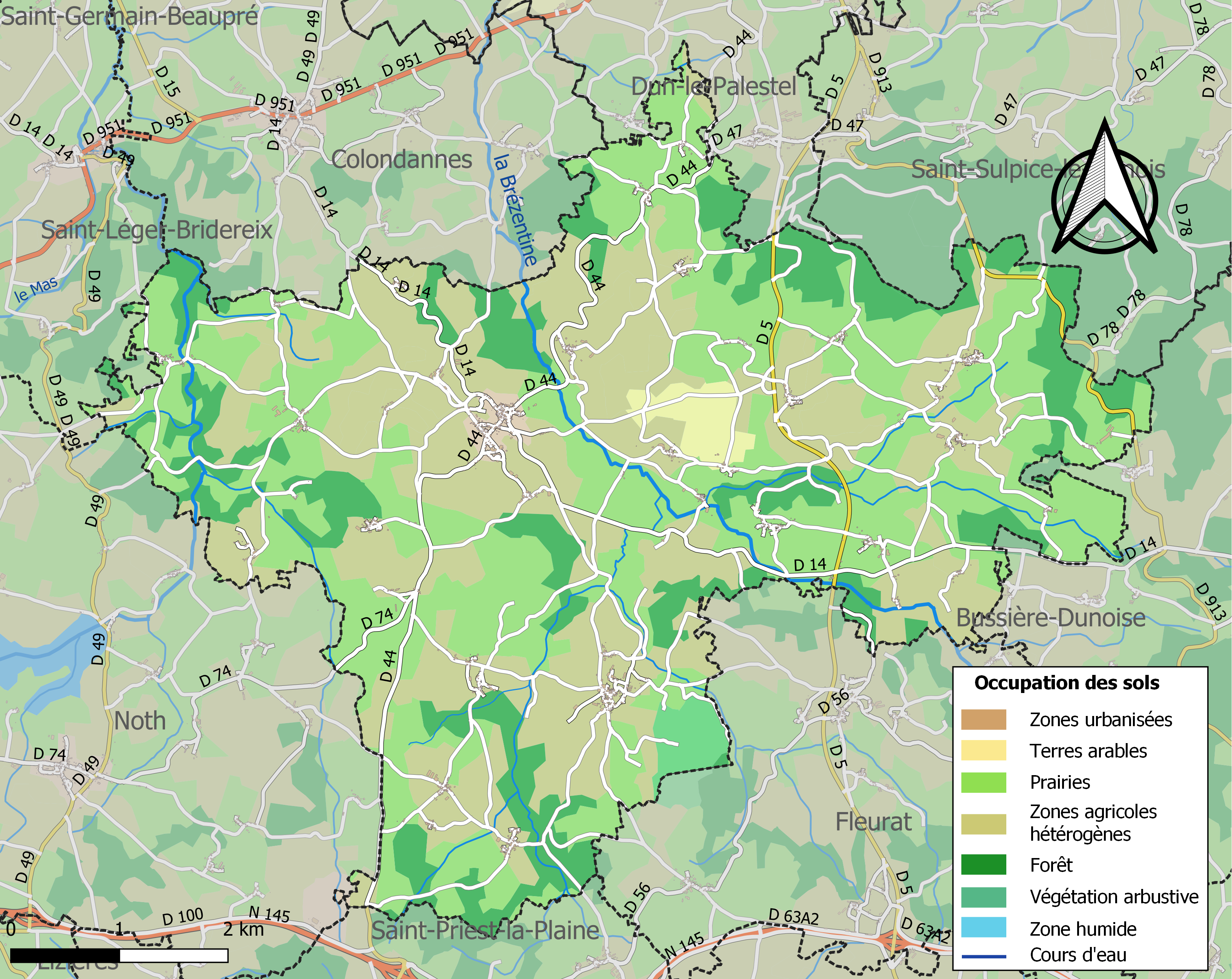
Kaart van de gemeente met de belangrijkste infrastructuur, bodemgebruik en omliggende gemeenten

## Demografie
Onderstaande figuur toont het verloop van het inwonertal (bron: INSEE-tellingen).

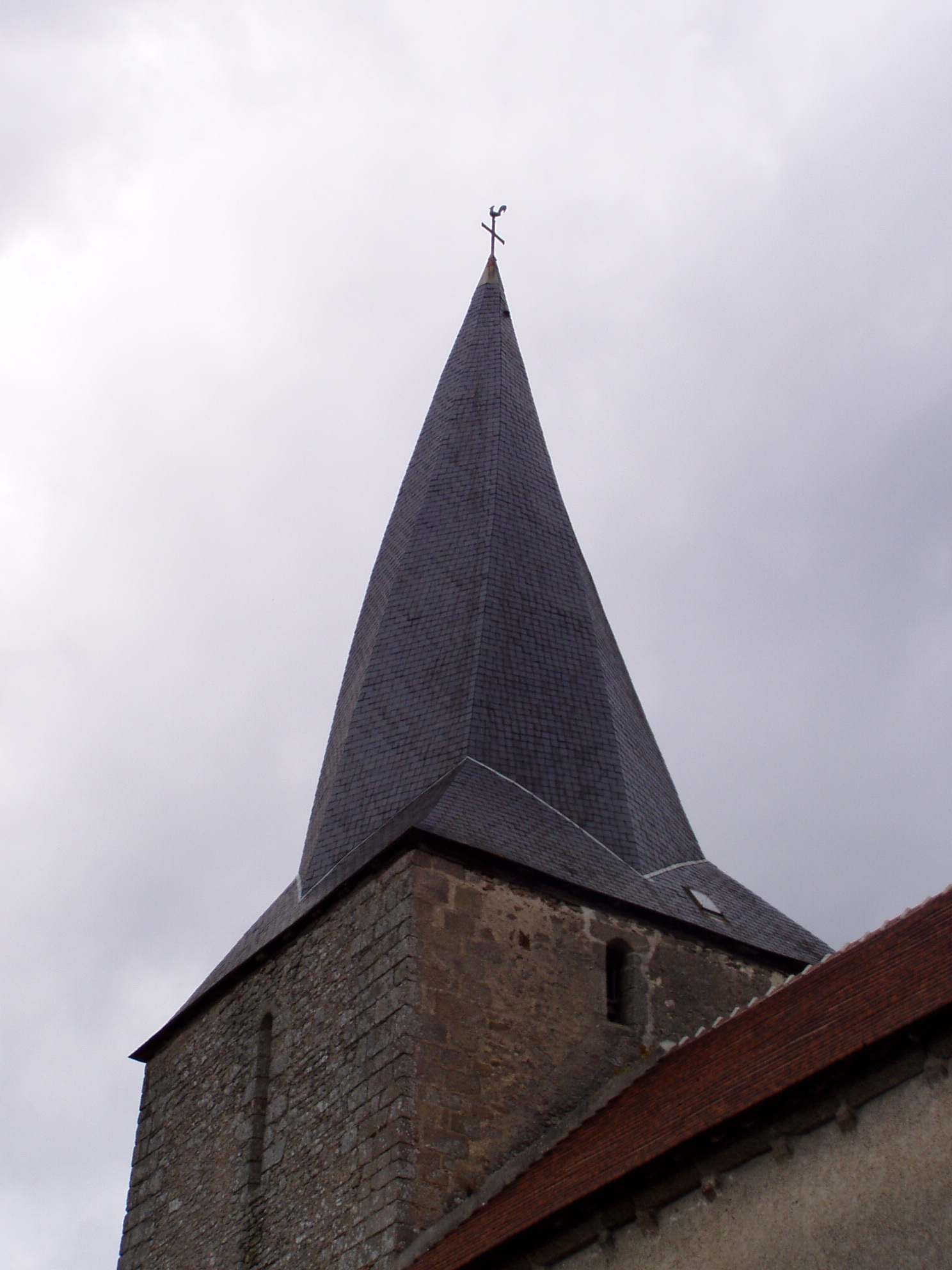
De gedraaide toren van de Saint-Médard